# لیندیل (اوهایو)
لیندیل (به انگلیسی: Linndale) یک روستا در ایالات متحده آمریکا است که در شهرستان کویاهوگا، اوهایو واقع شده‌است. لیندیل ۰٫۲۱ کیلومتر مربع مساحت و ۱۷۹ نفر جمعیت دارد و ۲۳۱ متر بالاتر از سطح دریا واقع شده‌است.